# Jan-Hus-Denkmal

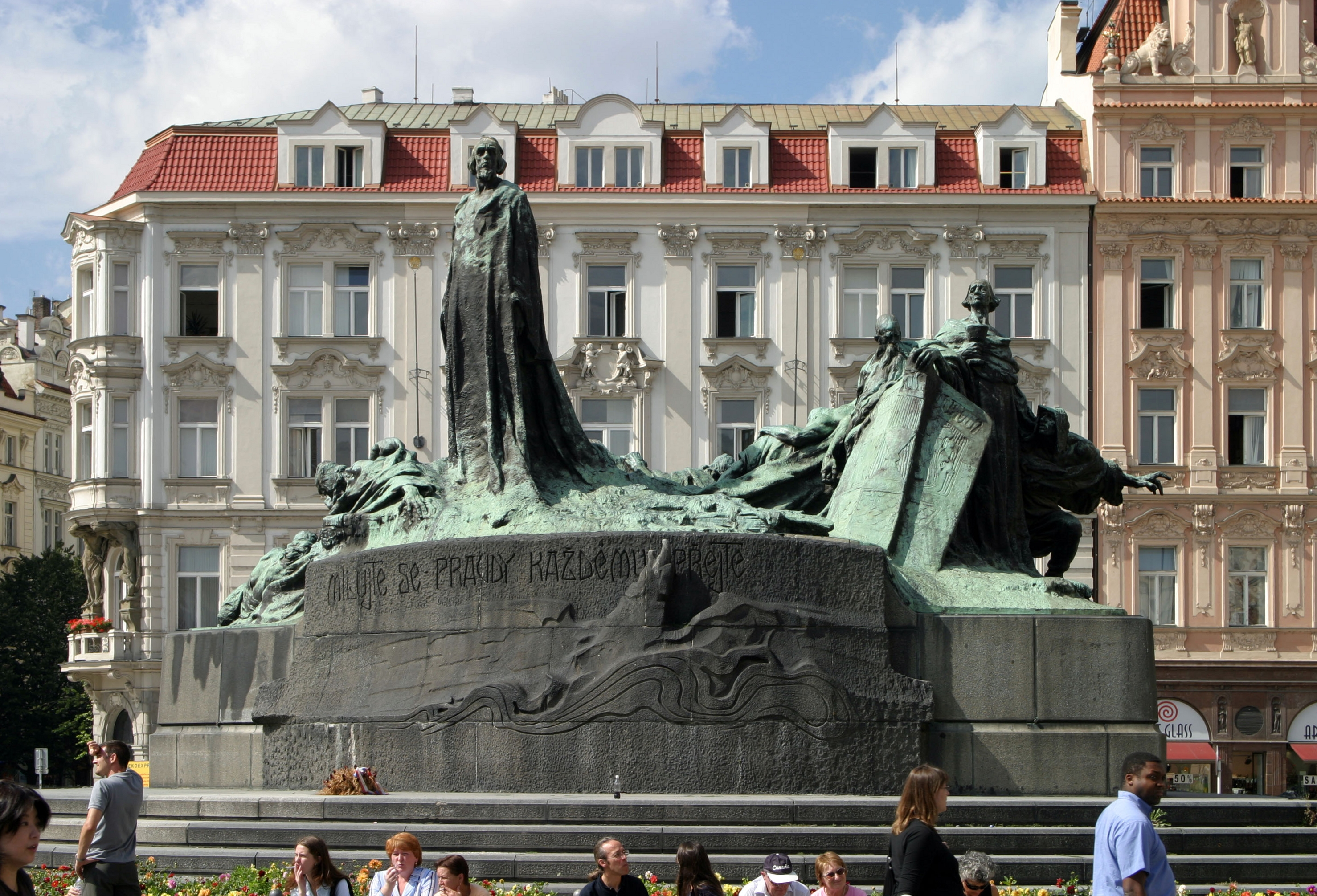
Jan-Hus-Denkmal auf dem Altstädter Ring

Das Jan-Hus-Denkmal (tschechisch: Pomník mistra Jana Husa) auf dem Altstädter Ring in Prag ist ein Werk des tschechischen Bildhauers Ladislav Šaloun. Es zählt zu den bedeutendsten Jugendstilarbeiten der monumentalen tschechischen Bildhauerei. Das Denkmal wurde im Jahr 1915 enthüllt, am fünfhundertsten Jahrestag der Verbrennung von Jan Hus auf dem Scheiterhaufen in Konstanz. Seit 1962 ist es als Nationales Kulturdenkmal geschützt.

## Baugeschichte

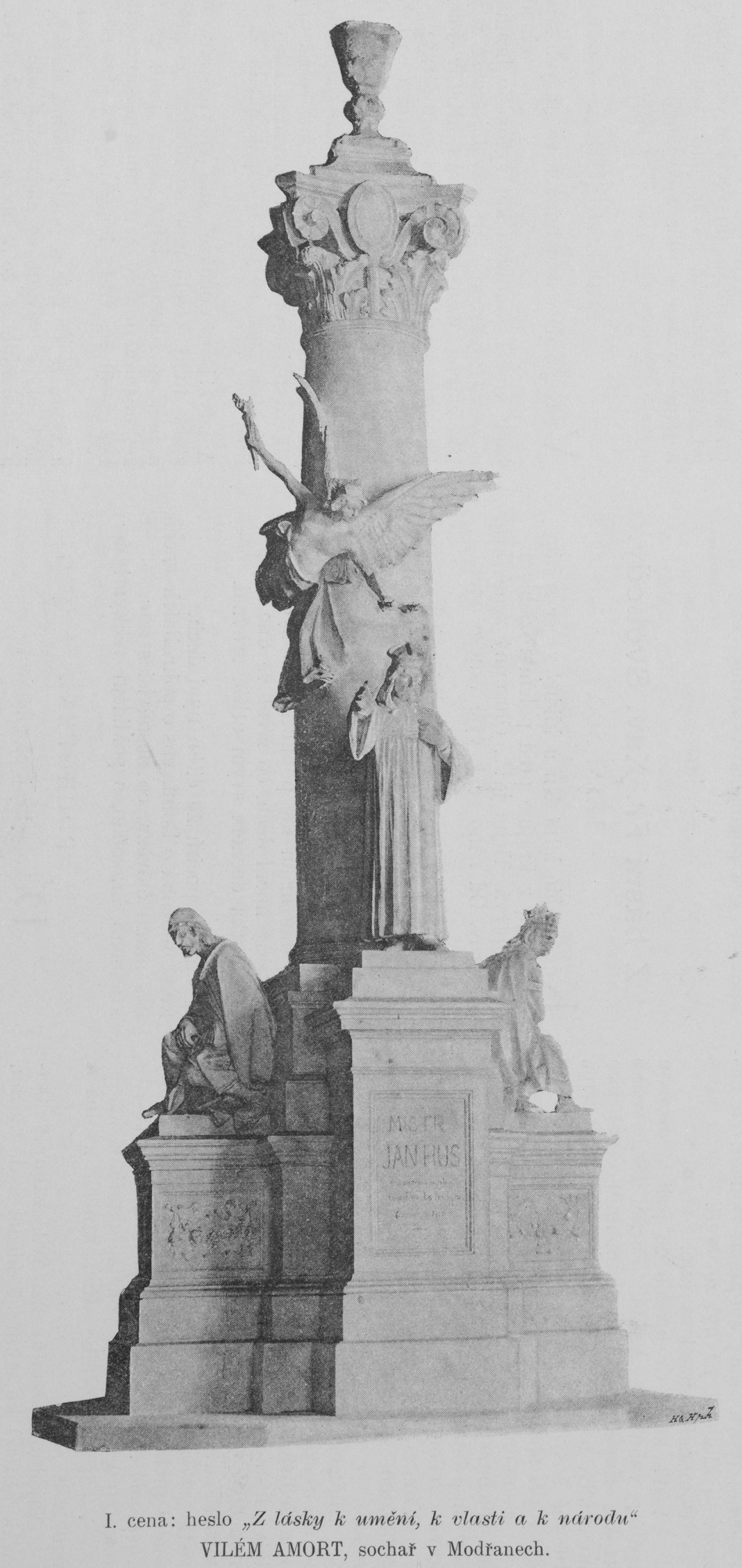
Entwurf von Vilém Amort, der nicht realisiert wurde

Die Idee, dem böhmischen Reformator ein Denkmal zu bauen, geht zurück auf einen Eklat im böhmischen Landtag am 25. November 1889. Es sollte über die Anbringung von 72 Gedenktafeln mit Namen bedeutender tschechischer Persönlichkeiten an der Fassade des neuen Prager Nationalmuseums entschieden werden. An der Person Jan Hus’ entzündete sich eine leidenschaftliche und kontroverse Diskussion. Vertreter der Partei der Jungtschechen hoben die Bedeutung von Hus und der hussitischen Reformbewegung hervor und forderten eine Gedenktafel für Jan Hus. Das wurde von Vertretern des katholischen Adels scharf zurückgewiesen, für sie kam eine Ehrung von Hus nicht infrage. Die Ablehnung gipfelte in der Aussage von Fürst Karl IV. Schwarzenberg, einem Abgeordneten der Partei der Großgrundbesitzer, die Hussiten seien eine „Bande von Räubern und Brandstiftern“ gewesen. Diese Äußerung führte zu scharfen Protesten in der Öffentlichkeit und in der Presse. Als Reaktion darauf wurde die Forderung laut, zur Ehre des Reformators ein großes Denkmal in der Hauptstadt zu bauen, gleich im November wurde eine Sammlung zu seiner Finanzierung gestartet. Unter dem wachsenden öffentlichen Druck genehmigte der Landtag schon einen Monat später die Anbringung der Gedenktafel.
Die Absicht, ein großes Denkmal zu bauen, gewann rasch viele Unterstützer. Doch bis zur Realisierung führte noch ein langer Weg, begleitet von z. T. sehr leidenschaftlichen Auseinandersetzungen nicht nur über die Bedeutung von Jan Hus, sondern auch über den geeigneten Ort und die künstlerische Gestaltung des Denkmals. In den politischen Auseinandersetzungen der folgenden Jahre wandelte sich das ursprüngliche Bild Jan Hus’ von dem eines christlichen Märtyrers und Kämpfers für die Glaubensfreiheit zu dem eines Volkshelden, der furchtlos für Wahrheit, Gewissensfreiheit und gegen die Autoritäten kämpfte. Er wurde zur wichtigen Identifikationsfigur der antihabsburgischen Bewegung und zum Symbol eines unabhängigen tschechischen Staates.

### Erster Wettbewerb
Anfang 1890 wurde der Verein für den Bau des Denkmals von Magister Jan Hus (Spolek pro zbudování pomníku Mistra Jana Husa) gegründet, zum ersten Vorsitzenden wurde Vojtěch Náprstek gewählt. Nachdem die Stadtverwaltung am 13. Februar 1891 den Bau auf dem Kleinen Ring (Malé náměstí) in der Prager Altstadt genehmigt hatte, wurde am 3. Oktober 1891 ein öffentlicher Wettbewerb ausgeschrieben. Aus den neun eingegangenen Vorschlägen überzeugte die Jury am meisten der Entwurf des tschechischen Bildhauers Vilém Amort mit dem Titel „Aus Liebe zu Kunst, Heimat und Volk“: „Aus dem reich gestalteten Sockel erhebt sich die korinthische Säule, deren dekorierter Kopf durch den Hussitenkelch gekrönt wird. Jan Hus steht als Prediger vor der Säule, ein geflügelter Genius mit einer Fackel fliegt auf ihn zu, um ihn mit einem Ruhmeskranz zu krönen. Die Platzierung von Jan Hus vor der mächtigen Säule erinnert an seinen Märtyrertod auf dem Scheiterhaufen.“
Die Vertreter des Vereins waren mit keinem der Vorschläge hundertprozentig zufrieden. Zusätzlich zeigten sich Probleme wegen der Platzierung des Denkmals, denn über den Kleinen Ring sollte in Zukunft eine Straßenbahnlinie führen. Eine vom Verein eingesetzte künstlerische Kommission schlug als Alternativen den Wenzelsplatz in der Prager Neustadt vor, als den repräsentativsten Ort von Prag, oder den Bethlehemplatz in der Altstadt – hier stand früher die Bethlehemskapelle, in der Jan Hus zehn Jahre lang gepredigt hatte. Eine vom Stadtrat am 22. Februar 1896 eingesetzte Kommission schlug stattdessen den Altstädter Ring vor, auf dem Wenzelsplatz war nämlich schon das St.-Wenzel-Denkmal geplant, und man sah keine Möglichkeit, hier beide Denkmäler unterzubringen. Der Altstädter Ring bot gegenüber dem Kleinen Ring wesentlich großzügigere Platzverhältnisse.
Diese Wahl führte zu scharfen Protesten der katholischen Kirche. Denn auf dem Altstädter Ring stand damals die 14 Meter hohe barocke Mariensäule, gestiftet 1650 zum Dank für die Rettung der Prager Altstadt vor dem protestantischen schwedischen Heer. Die katholische Kirche rief zu einer Protestwallfahrt zur Mariensäule, an der sich am 5. Juli 1898, am Vorabend des Gedenktages der Hinrichtung von Jan Hus, 4000 Gläubige beteiligten. Die Absicht, ein Denkmal für Jan Hus zu errichten, gefiel auch der Wiener Regierung nicht. Sie sah in den Aktivitäten des Vereins auch eine politische Demonstration der antihabsburgischen, tschechisch-nationalen Bewegung.

### Zweiter Wettbewerb
Am 16. Januar 1899 genehmigte der Stadtrat endgültig die Aufstellung auf dem Altstädter Ring. Daraufhin schrieb der Verein im Jahr 1900 einen zweiten Wettbewerb aus, an dem sich 32 Künstler beteiligten, unter anderen Stanislav Sucharda, Jan Kotěra und Ladislav Šaloun. Den ersten Preis bekam der junge tschechische Bildhauer Ladislav Šaloun zusammen mit dem Architekten Antonín Pfeifer. Eine feierliche Grundsteinlegung fand am 6. Juli 1903 statt, auch wenn es zu diesem Zeitpunkt noch keine Übereinstimmung über die endgültige Gestaltung des Denkmals gab und der Verein erst zwei Jahre später Ladislav Šaloun den offiziellen Auftrag erteilte. Begleitet von vielen öffentlichen Diskussionen hat Šaloun seinen Entwurf mehrmals ändern müssen; in den Jahren 1907 und 1911 hat er jeweils Modelle in Originalgröße auf dem Altstädter Ring aufgestellt. Erst im Jahr 1911 wurde die endgültige Gestalt genehmigt und die Firma Srpek aus Brandeis an der Elbe mit dem Guss beauftragt. Im Juni 1915 wurde das Denkmal fertiggestellt.
Für den 6. Juli 1915, dem 500. Jahrestag der Verbrennung von Jan Hus, waren ursprünglich die Enthüllung und eine große Feier mit internationaler Beteiligung geplant. Doch die große Feier musste wegen des Kriegsausbruchs abgesagt werden. Die Vertreter des Vereins konnten sich nur zu einer kleinen Feier „hinter verschlossener Tür“ im Altstädter Rathaus treffen. Die große feierliche Enthüllung fand in der Tschechoslowakischen Republik nicht mehr statt.
Die Mariensäule überlebte neben dem Hus-Denkmal nicht lange. Wenige Tage nach der Ausrufung der unabhängigen Tschechoslowakischen Republik riss am 3. November 1918 eine Gruppe aufgebrachter Demonstranten nach einem großen Treffen unter dem Motto „Wiedergutmachung für den Weißen Berg“ die Mariensäule nieder. Über 100 Jahre später, im Jahr 2020, wurde die Mariensäule wiedererrichtet.

## Beschreibung

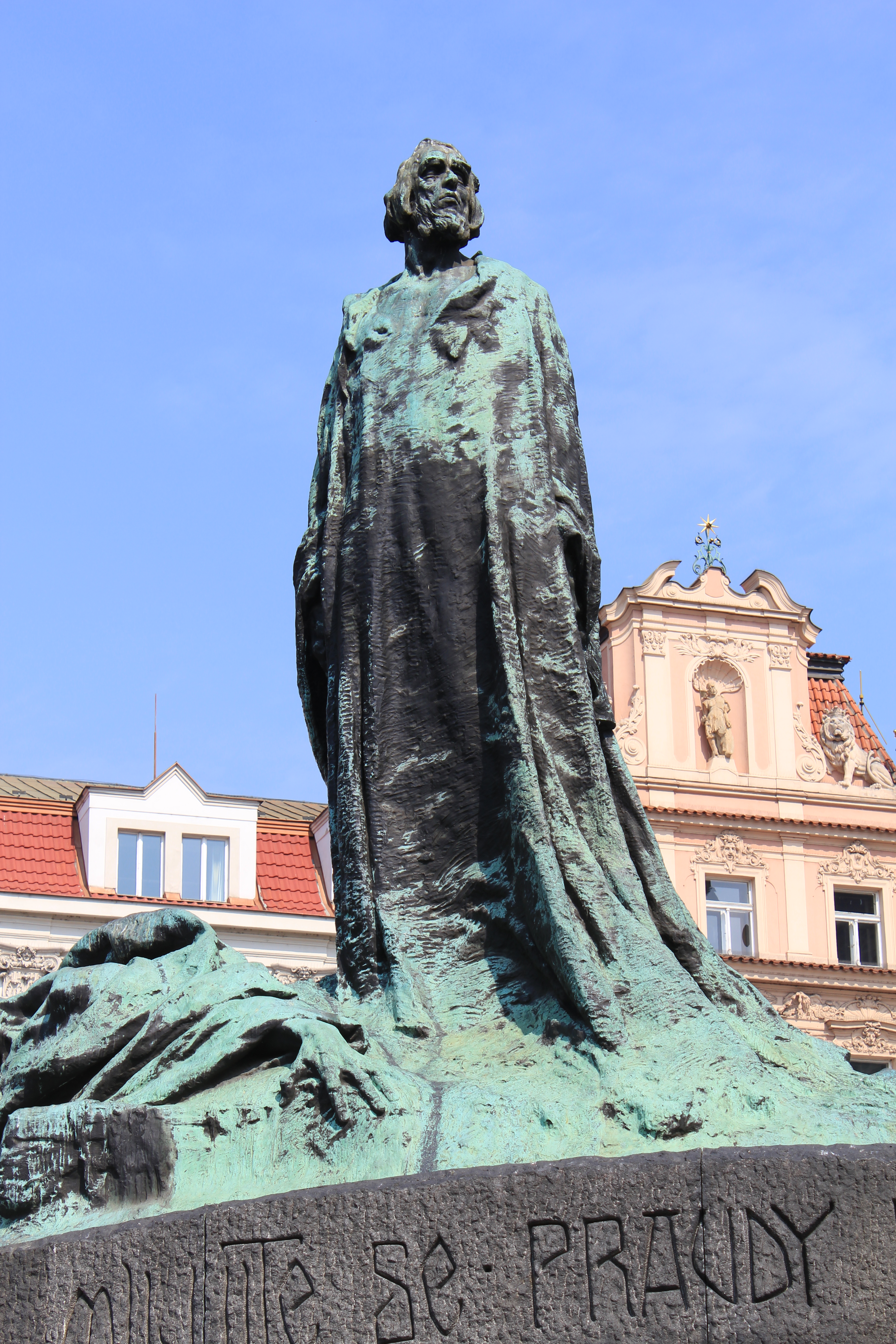
Detail des Monuments: Statue von Jan Hus

Das Bronzemonument im Jugendstil ist auf einer mächtigen Granitbasis von ungefähr elliptischer Form aufgestellt. Es wird von der Gestalt des Jan Hus dominiert, der sich über dem niedergebrannten Scheiterhaufen erhebt. Hus blickt zur Teynkirche, die im 15. Jahrhundert die Hauptkirche der Hussiten war. Die Platzierung der Menschen, die den Märtyrer umgeben, hat symbolische Bedeutung. Der Teynkirche zugewandt sind siegreiche hussitische Kämpfer mit dem Schild und dem Kelch. Der ehemaligen Hinrichtungsstätte vor dem Altstädter Rathaus zugewandt steht dagegen eine Gruppe bezwungener, gedemütigter Menschen, die nach der protestantischen Niederlage auf dem Weißen Berg ihre Heimat verlassen mussten. (Vor dem Altstädter Rathaus wurden im Jahr 1621 die Anführer des böhmischen Ständeaufstandes hingerichtet.) Auf der hinteren Seite des Denkmals ist eine Familie mit einer stillenden Mutter, sie symbolisiert die Hoffnung auf eine geistige Wiedergeburt des tschechischen Volkes.
Ladislav Šaloun hat die Leitmotive seines Denkmals so erläutert:

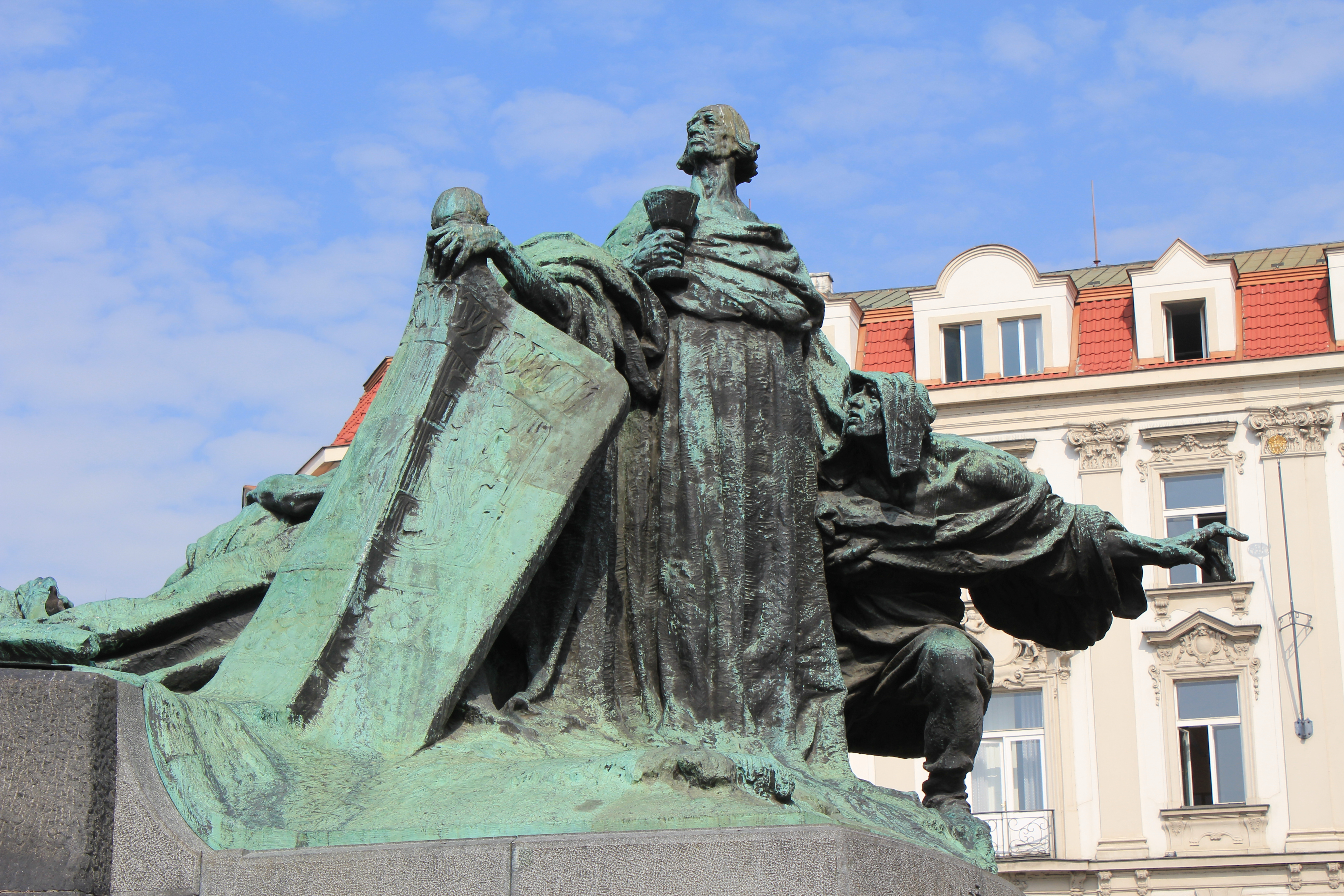
Detail des Monuments: Gruppe der hussitischen Kämpfer

„Aus den Flammen des Scheiterhaufens in Konstanz erstand der furchtlose Magister mächtiger, als er je zuvor gewesen. Sein Leib wurde verbrannt, aber sein Geist lebt, sein Ruhm wurde zum Geiste und Leben der tschechischen Geschichte. […] Durch seinen Märtyrertod erkaufte Hus der Menschheit die Gewissensfreiheit und den Weg zur Wahrheit. […] Der Hussitenaufstand war die erste große Revolution, in der die Menschheit das unerträgliche Joch des mittelalterlichen religiösen Despotismus abschüttelte. Sie war ein ungeheurer und siegreicher Kampf eines kleinen Volkes für ideale geistige Güter, der erste energische Schritt auf dem Wege zum neuen Leben, dem der Westen allen seinen modernen Fortschritt verdankt. Dass das kleine tschechische Volk diesen Schritt allein wagte, darin wurzelt die Ursache seines späteren Verfalls. In den Kämpfen gegen die ungeheure Übermacht des mittelalterlichen katholischen Europas erschöpfte es seine Kräfte und nach zwei Jahrhunderten unterlag es, umsponnen von Intrigen der Feinde, ihrem letzten Angriff 1620.“

„Die Gestalt des Jan Hus dominiert zwar das Denkmal, aber Hus steht nicht alleine. Er ist umgeben von Menschen, die die lange historische Periode verkörpern, die seinen Namen trägt. […] Die Gruppe links von Hus zeigt die bewundernswerte hussitische Volksbewegung. […] Die letzte hussitische Epoche dagegen ist durch die kleine Gruppe niedergeschlagener Vertriebenen auf seiner rechten Seite dargestellt. Mit ihnen wurde die Epoche von Hus scheinbar für immer beendet. Aber es sah nur so aus. Das Volk des Jan Hus lebte in Demütigung und Schmerz – es litt, aber es lebte […]. Langsam heilten die Wunden und neue Generationen saugten mit der Muttermilch den Wunsch nach Freiheit, nach Gewissens- und Lebensfreiheit. Und sie hofften nicht umsonst. […] Die lange zweihundertjährige Nacht war nur ein Übergang zur Morgenröte eines neuen Zeitalters. Diesen Übergang verkörpern die hinteren großen Gruppen.“

### Inschriften
Auf dem Umfang des Granitsockels sind folgende Inschriften eingraviert:
- Auf der Stirnseite: „Milujte se, pravdy každému přejte“ („Liebet einander, gönnt jedem die Wahrheit“). Jan Hus in seinem Brief aus Konstanz, mit dem Titel „An die lieben Prager“ (1415)
- Auf der linken Seite: „Živ buď, národe posvěcený Bohu, neumírej“ („Leben sollst du, mein Volk, geweiht in Gott, du sollst nicht sterben“). Segensspruch von Johann Amos Comenius aus dem letzten Kapitel seines Buches: Vermächtnis der sterbenden Mutter, der Brüderunität, Kapitel 20 (1650)
- Auf der rechten Seite: „Věřím, že po přejití bouří hněvu vláda věcí Tvých k Tobě se zase navrátí, ó lide český“ („Ich glaube, dass nach den Stürmen des Zornes die Herrschaft Deiner Angelegenheiten wieder zu Dir zurückkehrt, o tschechisches Volk.“). Johann Amos Comenius: Vermächtnis der sterbenden Mutter, der Brüderunität, Kapitel 19 (1650)
- Hinten: „Kdož jsú boží bojovníci a zákona jeho“ („Die ihr Gottes Streiter seid und seines Gesetzes“). Anfang des hussitischen Chorals (1420)

Die Aufschriften wurden erst nach der Gründung der Tschechoslowakischen Republik ergänzt.
Im Jahr 1926 kamen Feuerschalen und ein Geländer hinzu.
In den Jahren 2007 bis 2009 wurde das Denkmal umfassend restauriert.